# Église d'Eräjärvi
L'église de Eräjärvi (en finnois : Eräjärven kirkko) est une église luthérienne située à Eräjärvi dans la municipalité de Orivesi en Finlande.

## Description
Conçue par Mats Åkergren, l'église en bois est inaugurée en 1821.
Depuis 1974, le clocher est un musée présentant des objets de la paroisse et de l'ancienne école itinérante.
L'église fonctionne normalement l'été, mais durant la saison hivernale les activités ont lieu dans les locaux paroissiaux.
Dans le cimetière entourant l'église, un ancien grenier construit en 1864 accueille le musée de la pierre. 
On peut y voir des minéraux et l'histoire de l'industrie de la pierre dans la région.